# آي إي سي 61850
المعيار آي إي سي 61850: شبكات والأنظمة الاتصالات في المحطات الفرعية (بالإنجليزية: IEC 61850:Communication networks and systems in substations)‏ هو معيار من اللجنة الكهروتقنية الدولية لتصميم أنظمة الأتمتة وهو جزء من عمل اللجنة الفنية. نماذج البيانات المجردة المحددة في IEC 61850 يمكن تعيينها إلى عدد من البروتوكولات. التعيينات الحالية في هذا المعيار يمكنها التعامل مع مواصفات رسالة التصنيع والأحداث العمومية الشيئية في المحطة الفرعية وعينات قياس القيم المأخوذة وقريباً خدمات ويب. ويمكن لهذه البروتوكولات العمل على شبكات TCP / IP أو الشبكات المحلية الفرعية باستخدام إيثرنت عالية السرعة للحصول على أوقات الاستجابة اللازمة أجهزة الوقاية أدنى أربعة ميلي ثانية.

## مستندات المعيار
يتكون المعيار من الأجزاء التالية بالتفصيل في وثائق منفصلة:
- IEC 61850-1: Introduction and overview
- IEC 61850-2: Glossary
- IEC 61850-3: General requirements
- IEC 61850-4: System and project management - Ed.2
- IEC 61850-5: Communication requirements for functions and device models
- IEC 61850-6: Configuration language for communication in electrical substations related to IEDs - Ed.2
- IEC 61850-7: Basic communication structure for substation and feeder equipment
  - IEC 61850-7-1: Principles and models - Ed.2
  - IEC 61850-7-2: Abstract communication service interface (ACSI) - Ed.2
  - IEC 61850-7-3: Common Data Classes - Ed.2
  - IEC 61850-7-4: Compatible logical node classes and data classes - Ed.2
  - IEC 61850-7-10: Communication networks and systems in power utility automation - Requirements for web-based and structured access to the IEC 61850 information models [Approved new work]
- IEC 61850-8: Specific communication service mapping (SCSM)
  - IEC 61850-8-1: Mappings to MMS (ISO/IEC9506-1 and ISO/IEC 9506-2) - Ed.2
- IEC 61850-9: Specific communication service mapping (SCSM)
  - IEC 61850-9-1: Sampled values over serial unidirectional multidrop point to point link
  - IEC 61850-9-2: Sampled values over ISO/IEC 8802-3 - Ed.2
- IEC 61850-10-: Conformance testing